# オレゴン大森林/わが緑の大地
『オレゴン大森林/わが緑の大地』（原題：Sometimes a Great Notion、もしくはNever Give an Inch）は1971年のアメリカ合衆国の映画。ポール・ニューマンが監督と主演を務めた。
『わが緑の大地』の邦題が使われることもある。

## ストーリー
オレゴン州ワコンダに住むスタンバー一家は、伐採組合のストライキに加入するよう促されるが、地元の伐採業者のハンクとその父ヘンリーが拒否したため、町の人々からは裏切り者とみなされていた。そんな中、ハンクの異母兄にあたるリーが家族の元にやって来た。都会育ちの彼に偏見のまなざしを向けるヘンリーや、面識のない家族との生活に苦心しつつも、力を合わせて働くリー。輸送用のトラックを破壊される嫌がらせにもめげず、川の流れを利用して木を運ぼうとするスタンバー一家だったが、伐採中に倒木事故が発生。ヘンリーは片腕を潰され、ジョーは木の幹に体を挟まれ川に沈んでしまう。さらに、頑なな家族の意思についていけなくなったハンクの妻ビブが家を出て行ってしまう。

## キャスト
| 役名     | 俳優                   | 日本語吹替 |
| 役名     | 俳優                   | 東京12ch版 |
| -------- | ---------------------- | ---------- |
| ハンク   | ポール・ニューマン     | 田口計     |
| ヘンリー | ヘンリー・フォンダ     | 神田隆     |
| ビブ     | リー・レミック         | 谷育子     |
| リー     | マイケル・サラザン     | 納谷六朗   |
| ジャン   | リンダ・ローソン       | 弥永和子   |
| ジョー   | リチャード・ジャッケル | 青野武     |
| アンディ | クリフ・ポッツ         | 池田勝     |
| ジョン   | サム・ギルマン         | 平林尚三   |
| レス     | チャールズ・タイナー   | 小関一     |
| ビギー   | ジム・バーク           | 宮下勝     |

- 日本語吹替：初回放送1977年6月16日『木曜洋画劇場』

その他声の出演：国坂伸、岡田道郎

## スタッフ
- 監督：ポール・ニューマン
- 製作：ジョン・フォアマン、フランク・カフィー
- 原作：ケン・キージー
- 脚本：ジョン・ゲイ
- 撮影：リチャード・ムーア（英語版）
- 衣装デザイン：イーディス・ヘッド
- 作詞：アラン・バーグマン、マリリン・バーグマン
- 音楽：ヘンリー・マンシーニ

### 日本語版
- 演出：山田悦司
- 翻訳：矢田尚
- 調整：坂巻四郎
- 効果：安藤茂樹、猪飼和彦
- 制作：グロービジョン